# Kaludra (Czarnogóra)
Kaludra (cyr. Калудра) – wieś w Czarnogórze, w gminie Berane. W 2011 roku liczyła 178 mieszkańców.